# Svartryggig rödstjärt
Svartryggig rödstjärt (Phoenicurus auroreus) är en asiatisk fågel i familjen flugsnappare inom ordningen tättingar.

## Utseende
Svartryggig rödstjärt är en 14–15 cm lång fågel, och liksom övriga i släktet Phoenicurus är skillnaderna mellan könen stora. Hanar i häckningsdräkt har grå krona och nacke med ljusare panna och sida av kronan, svart ansikte och haka, brun mantel och vingar samt en stor vit vingfläck. Bröstet, nedre delen av ryggen och övergumpen är orange, liksom sidorna av den i övrigt svarta stjärten. Unga hanar är likartat tecknade men mycket dovare och mindre tydligt.

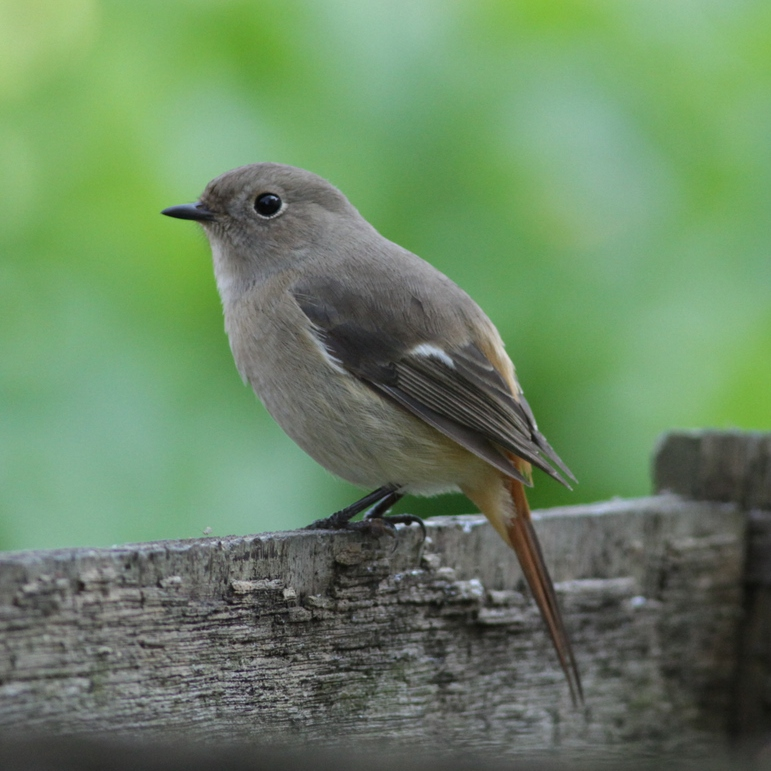
Hona i Japan

Honorna är varmbruna ovan, blekare under, med orange övergump och stjärtsidor och med en liknande vit vingfläck som hanen. Näbb, ben, ögon och fötter är svarta hos båda könen.
Sången är ett livfullt flöde av toner. Bland lätena hörs en kort och ljus vissling samt ett hårt "tsak".

## Utbredning och systematik
Svartryggig rödstjärt är en östasiatisk fågel som delas in i två underarter med följande utbredning:
- Phoenicurus auroreus auroreus – häckar från södra Sibirien till Mongoliet, flyttar till Japan och Ryukyuöarna
- Phoenicurus auroreus leucopterus – förekommer i västra Kina, sydöstra Tibet och nordvästra Thailand, flyttar till norra Myanmar

Svartryggig rödstjärt har påträffats fyra gånger i Europa: 1988 i Storbritannien, 1997 i Örebro i Sverige, 2006 i Ryssland och 2011 i Ungern. Endast fyndet i Ryssland betraktas som spontant, det vill säga att arten sannolikt nått dit på egen hand och inte är en förrymd burfågel.

### Släktskap
Fågelns närmaste släktingar tros vara bergrödstjärt och kinesisk rödstjärt som skildes åt för mellan tre och fyra miljoner år sedan. Lite mer avlägset släkt är rödstjärten, svart rödstjärt och diademrödstjärt.
Rödstjärtarna ansågs fram tills nyligen liksom bland andra stenskvättor, stentrastar och buskskvättor vara små trastar. DNA-studier visar dock att de är marklevande flugsnappare (Muscicapidae) och förs därför numera till den familjen.

## Levnadssätt
Svartryggig rödstjärt trivs i öppen skog, skogskanter och åkerkanter. Den återfinns ofta i människans närhet i parker och stadsträdgårdar. Den häckar under sommaren, med parning noterad tidigt i maj.

## Status
Svartryggig rödstjärt är vida spridd och allmän i sitt utbredningsområde och betraktas därför inte som hotad. IUCN kategoriserar arten som livskraftig.